# Harvey Knuckles
Harvey Knuckles (Tyronza, 3 ottobre 1958) è un ex cestista e allenatore di pallacanestro statunitense.

## Carriera
Selezionato al Draft NBA 1981 dai Los Angeles Lakers, non giocò tuttavia mai in NBA. Proseguì la carriera in Continental Basketball Association e nei campionati professionistici europei, ritirandosi nel 1992 e ricominciando a giocare poi dal 2001 al 2008.